# Hibiscus platanifolius
Hibiscus platanifolius là một loài thực vật có hoa trong họ Cẩm quỳ. Loài này được (Willd.) Sweet mô tả khoa học đầu tiên năm 1827.